# Tatsuya Arai
Tatsuya Arai (japanisch 新井 辰也 Arai Tatsuya; * 14. Januar 1988 in Hachioji) ist ein ehemaliger japanischer Fußballspieler.

## Karriere
Arai erlernte das Fußballspielen in der Schulmannschaft der Hinodai High School und der Universitätsmannschaft der Chūō-Universität. Seinen ersten Vertrag unterschrieb er 2010 bei Nagoya Grampus. Der Verein spielte in der höchsten Liga des Landes, der J1 League. 2012 wechselte er zum Zweitligisten FC Gifu. Für Gifu absolvierte er 32 Ligaspiele. Ende 2014 beendete er seine Karriere als Fußballspieler.

## Erfolge
Nagoya Grampus
- J1 League

Meister: 2010
Vizemeister: 2011